# 엉클 분미
《엉클 분미》(태국어: ลุงบุญมีระลึกชาติ, 영어: Uncle Boonmee Who Can Recall His Past Lives)는 아피찻퐁 위라세타쿤 감독의 2010년 태국 영화이다. 2010년 칸 영화제에서 황금종려상을 수상하였다.

## 줄거리
초원 지역에서 물소 한 마리가 나무에 묶인 밧줄에서 벗어난다. 물소는 숲으로 들어갔고, 그곳에서 낫을 든 남자에게 발견된다. 남자가 물소를 어딘가로 이끌기 시작하고, 붉은 눈을 가진 그림자 같은 형체가 이를 지켜본다.
분미는 그의 처제 젠과 조카 통과 함께 농장의 집에서 산다. 분미는 신장 질환으로 고통받고 있다. 그의 라오스인 조수 자이가 그에게 인공투석 치료를 시행한다. 어느 날 밤, 분미, 젠, 통이 함께 저녁 식사를 하고 있을 때, 분미의 아내 후아이의 유령이 나타난다. 10여 년 전에 죽은 후아이는 젠과 분미가 자신을 위해 기도하는 것을 들었으며, 분미의 좋지 않은 건강을 알고 있다고 말한다. 털이 많고 붉은 눈을 가진 형체가 식탁 근처 계단을 올라오는데, 그는 분미의 오랜 시간 헤어져 지냈던 아들 분송으로 밝혀진다. 사진작가였던 분송은 후아이가 죽은 지 몇 년 후에 사라졌었다. 분송은 자신이 찍은 사진 중 하나에서 포착한 "원숭이 유령"이라고 부르는 생명체를 찾고 있었다. 그는 원숭이 유령과 교미하여 머리카락이 길어지고 동공이 확장되었으며, 짝을 만난 후 "옛 세상"을 잊었다고 말한다.
낮에 젠과 함께 농장에서 분미는 자신의 병이 업의 결과라고 주장한다. 그는 군 복무 중 공산주의자들을 죽인 것과 농장에서 벌레를 죽인 것 때문에 병이 생겼다고 말한다.
공주가 가마에 실려 숲을 지나간다. 그녀는 폭포 근처를 걷다가 물에 비친 자신의 모습을 바라보는데, 실제 모습보다 더 젊고 아름답게 보인다. 그녀는 하인 중 한 명에게 키스를 받지만, 하인이 그녀의 반영에 키스했다고 상상한 것이라고 주장한다. 하인은 떠나고, 그녀는 물가에 앉아 울음을 터뜨린다. 그녀는 메기에게 칭찬을 받고 물속으로 들어간다. 그녀는 자신의 보석을 바쳐 자신의 반영처럼 보이게 해달라고 청하고, 그 후 메기와 성교를 한다.
분미는 침대에 누워 있고, 옆에는 방금 인공투석 치료를 마친 후아이가 앉아 있다. 그는 그녀를 안으며 사후 세계에서 어떻게 그녀를 찾을 수 있는지 묻는다. 그녀는 죽은 자의 영혼은 장소에 묶이지 않고 사람에게 묶인다고 말한다. 나중에 분미, 후아이, 젠, 통은 숲으로 모험을 떠난다. 젠과 통은 덤불 사이를 달리고 나무 사이를 뛰어다니는 그림자 같은 형체들을 본다. 후아이는 분미, 젠, 통을 동굴로 이끈다. 분미는 자신이 기억할 수 없는 삶에서 이 동굴에서 태어났다고 믿는다. 그는 권력자들이 "과거의 사람들"에게 "빛"을 비추어 그들을 사라지게 하는 미래 문명에 대한 꿈을 이야기한다. 후아이는 분미의 투석 튜브를 분리한다. 다음 날, 분미는 죽는다.
분미의 장례식 후, 젠은 침대에 앉아 친구 룽과 함께 바트 선물들을 정리한다. 이제 수도승이 된 통이 도착하여, 사원에서 잠을 자는 데 어려움을 겪고 있다고 말한다. 그는 샤워를 하고 수도승 복장에서 티셔츠와 청바지로 갈아입는다. 젠과 함께 외출하여 식사를 준비하던 중, 그는 침대에 앉아 텔레비전을 보고 있는 자신과 젠, 룽의 모습을 보고 깜짝 놀란다. 그와 젠은 식당으로 향하지만, 그와 젠, 룽은 여전히 침대에 남아 있다.

## 출연

### 주연
- 사크다 카에부아디
- 제니이라 퐁파스
- 타나팟 사이사이마르
- 낫사칸 아파이원크

## 기타
- 공동제작: 한스 W. 게이센도퍼
- 공동제작: 샤를 드 모
- 공동제작: 루이스 미나르로
- 공동제작: 마이클 웨버
- 라인프로듀서: 수차다 시르타나우디
- 협력프로듀서: 조슬린 반스
- 협력프로듀서: 캐롤린 피니
- 협력프로듀서: 대니 글로버

## 수상 및 후보
영화는 2010년 칸 영화제에서 황금종려상을 수상하였다. 이는 1997년 이후 아시아 영화로는 첫 수상으로, 아피찻퐁은 황금종려상을 수상한 태국의 첫 감독이 되었다. 제83회 아카데미상 외국어 영화상의 태국 후보로 선택되었으나, 최종 후보에는 오르지 못했다. 제5회 아시안 필름 어워드에서는 작품상을 수상하였다.